# Холл (Австралийская столичная территория)
Холл (англ. Hall) — деревня, расположенная на северо-западе Австралийской столичной территории, на границе с штатом Новый Южный Уэльс. Официально считается деревней, но с практической точки зрения сейчас уже может рассматриваться как отдаленный район Канберры. Почтовый индекс 2618. По переписи 2006 года — 338 жителей, 119 частных домовладений.

## Этимология названия
Деревня названа в честь Генри Холла, первого владельца земли в этом районе.

## История
Деревня основана 1882 году. В 1911 году включена в состав земель, отведенных под размещение Австралийской столичной территории.
В 1954 году главная улица Холла, которая являлась частью шоссейной системы с 1935 года, была переименована в шоссе Бартон. В 1980 году трасса шоссе была перенесена южнее и теперь полностью обходит Холл.

## Достопримечательности
Большинство исторических зданий в деревне датируется началом XX века и сохранило много оригинальных черт. Среди достопримечательностей:
- конноспортивный парк
- спортивные площадки
- концертная площадка, на которой в первое воскресение каждого месяца работает благотворительный рынок ремесленных изделий
- здание бывшей начальной школы
- небольшой торговый центр
- католическая и англиканская церкви
- мемориальное авеню деревьев, посаженных в память о семнадцати молодых жителях деревни, участвовавших в Первой мировой войне

## Начальная школа
Начальная школа деревни Холл открыта в 1911 году и до своего закрытия 13 декабря 2006 года (в ходе реализации программы сокращения бюджетных расходов) являлась старейшей в Австралийской столичной территории постоянно действовавшей школой. Здание школы также является единственным сохранившимся в районе Канберры однокомнатным школьным зданием. В настоящее время в здании школы работает музей, воссоздающий её историю с 1911 года.